# جوی پورهات سدار
جوی پورهات سدار (به لاتین: Joypurhat Sadar) یک منطقهٔ مسکونی در بنگلادش است که در ناحیه جایپورهات واقع شده‌است. جوی پورهات سدار ۲۳۸٫۵۴ کیلومتر مربع مساحت و ۲۸۹٬۰۵۸ نفر جمعیت دارد.